# ポリシー
ポリシー（英語：policy）

## 単なる方向性
- 方針の全般のこと(すべての事柄の方針) - 物事の方針全てをポリシーと呼ぶ。
- 政策（政治用語） - この意味でポリシーと呼ぶ場合はすべての方針に関しての意味である（きわめて強い方針と強調する意味は無いが、それらも含まれる）。

## こだわり、強力な方向性
- 強い主義やこだわり、方向性のこと(きわめて強い方針)

## コンピュータの設定
- ポリシーベース管理におけるポリシー（以下で説明する）

ポリシーとはポリシー規則のならびである。各規則は条件-動作型の規則 (プロダクション規則) である。
ここにネットワークを制御するためのポリシー規則の例をあげる。
if (Source_IP_address == 192.168.0.1) { Priority = “high”; }
この規則は対象の機器があつかう各 IP パケットに適用され、そのパケットが IPアドレス 192.168.0.1 を始点とするパケットならば高い優先度をあたえることを意味する。この規則をふくむポリシーをポリシーサーバが IPネットワーク上のルータに配布することにより、上記の通信フローが優先配送される。